# Cua de rata de Pirie
La cua de rata de Pirie (Cynomacrurus piriei) és una espècie de peix de la família dels macrúrids i de l'ordre dels gadiformes.

## Morfologia
- Els mascles poden assolir 50 cm de llargària total.[2][3]

## Alimentació
Menja peixos, copèpodes i d'altres petits invertebrats.

## Hàbitat
És un peix d'aigües profundes que viu a 500-3.800 m de fondària, tot i que, normalment, ho fa entre 1000-2000.

## Distribució geogràfica
Es troba a l'oceà Antàrtic.